# Pedicularis mixta
Pedicularis mixta är en snyltrotsväxtart som beskrevs av Jean Charles Marie Grenier. Pedicularis mixta ingår i släktet spiror, och familjen snyltrotsväxter. Inga underarter finns listade i Catalogue of Life.